# Хазинэ
Национальная художественная галерея «Хазинэ» (НХГ) — филиал Государственного музея изобразительных искусств Республики Татарстан.

## История создания галереи
Национальная художественная галерея «Хазинэ» была открыта как структурное подразделение ГМИИ РТ в 2005 году, в год празднования 1000-летия основания Казани, в здании бывшего Юнкерского училища Казанского Кремля.

## Экспозиция
Постоянная экспозиция изобразительного искусства Татарстана, где демонстрируются две тысячи произведений искусства из собраний ГМИИ РТ, в настоящее время занимает большую часть 2-го и 3-го этажей, на 1-м этаже расположены выставочные залы.
Искусство Казанского края и Татарстана представлено в коллекции Государственного музея изобразительных искусств республики Татарстан наиболее полно и развернуто, его двухвековой период исторического развития отражен в экспозиции Национальной художественной галереи.
В залах галереи показано творчество художников, связанных с Казанской художественной школой (1895—1917) (Г. А. Медведев, И. А. Денисов, П. П. Беньков, П. А. Радимов, Ш. Н. Мухамеджанов, Д. Н. Красильников, М. З. Каримов) искусство 1920 — 1930-х годов (Константин Чеботарев, А. Платунова, А. Александров, Н. Ломоносов, В. Тимофеев, Н. Сокольский, М. Васильева, Н. Валиуллин, Я. Ушков, Л. Александров, П. Байбарышев, В. Гурьев, Г. Зиновьев), отражены все этапы становления национального изобразительного искусства в XX веке (Николай Кузнецов, Андрей Прокопьев, Сергей Лывин, Николай Индюхов, Рауль Нурмухаметов, Евгений Зуев, Виктор Куделькин, Борис Майоров, Искандер Рафиков, А. Аникеенок, И. Вулох).
Несколько залов посвящены творчеству крупнейшего казанского художника Николая Фешина (среди работ художника, представленных здесь, «Портрет Вари Адоратской» (1914) и «Обливание» (1914 (?)), «Бойня» (1919 (?)).
Здесь можно познакомиться с творчеством одного из основоположников татарского профессионального искусства Баки Урманче, с произведениями великого художника советской эпохи Хариса Якупова (экспозиция его творчества составляет отдельную галерею).
В хронологическом развитии и многообразии художественных направлений, стилей и жанров представлено современное искусство республики. Среди имен — крупные мастера и известные художники Татарстана: Ильдар Зарипов, Абрек Абзгильдин, Рашит Имашев, Виктор Федоров, Валерий Скобеев, Станислав Слесарский, Шамиль Шайдуллин, Рустем Кильдибеков, Зуфар Гимаев, Фарид Якупов, Махмут Вагапов, Айрат Хамидуллин, Анатолий Егоров, Александр Федотов, Евгений Голубцов, Геннадий Архиреев, Алексей Карпенко, Айдар Хисамов, Ирина Антонова, Светлана Румак, Ильгизар Хасанов, Александр Артамонов, Зиннур Миннахметов, Рамин Нафиков, Альфия Ильясова и многие другие. В произведениях живописи, скульптуры, графики, декоративно-прикладного искусства ярко проявляются особенности исторического и культурного развития края.